# 1975 no Brasil
Esta é uma cronologia dos fatos acontecimentos de ano 1975 no Brasil.

## Incumbente
- Presidente do Brasil -  Ernesto Geisel (15 de março de 1974 - 15 de março de 1979)

## Eventos
- 15 de março: Os Estados da Guanabara e do Rio de Janeiro se fundem sob nome de Estado do Rio de Janeiro.[1]
- 4 de junho: O presidente da Romênia, Nicolae Ceauşescu, chega a Brasília para a visita de quatro dias ao Brasil e um encontro com o presidente Ernesto Geisel no Palácio do Planalto.[2]
- 27 de junho: O Brasil assina o acordo nuclear com a República Federal da Alemanha, em Bonn.[3]
- 15 de agosto: Embraer realiza a sua primeira exportação de aeronaves, junto ao Uruguai.[4]
- 25 de outubro: O diretor de jornalismo da TV Cultura, Vladimir Herzog, é encontrado morto em uma simulação de suicídio nas dependências do DOI-Codi, em São Paulo.[5]

## Nascimentos
- 6 de janeiro: Ricardo Alex Santos, jogador de vôlei de praia.
- 7 de janeiro: Beto, futebolista.
- 8 de janeiro: Rubens Júnior, ex-futebolista.
- 14 de janeiro:
  - Lúcio Bala, ex-futebolista.
  - Romerito, ex-futebolista.
- 18 de janeiro: Leonardo Cortez, ator, diretor e dramaturgo.
- 25 de março: Viviane Araújo, atriz.
- 1 de abril: Buchecha, cantor.
- 8 de maio: Renata Banhara.
- 29 de maio: Danton Mello, ator.
- 19 de junho: Tarcísio de Freitas, político.
- 5 de setembro: Bárbara Koboldt.
- 19 de setembro: Hugo Picchi Neto, bonequeiro e dublador.
- 14 de novembro: Claudinho, cantor (m. 2002).

## Mortes
- 21 de abril: Ranieri Mazzilli, político e 23.º e 25.º Presidente do Brasil (n. 1910).
- 28 de novembro: Érico Veríssimo, escritor brasileiro (n. 1905).